# Mackenzie Dern
Mackenzie Dern, född 24 mars 1993 i Phoenix, är en amerikansk-brasiliansk BJJ Nogi och ADCC-världsmästare i submission wrestling. som sedan 2016 även tävlar i MMA. Hon tävlar sedan 2018 i Ultimate Fighting Championship.

## Bakgrund
Mackenzie Dern är den enda kvinnliga BJJ-utövaren som tagit guld vid IBJJF:s samtliga fem högst rankade gi-tävlingar (Brasilianska mästerskapen, asiatiska öppna, Pan Ams, VM och EM).

## Tävlingsfacit

### Grappling[4]
| 101 matcher    | 75 vunna | 25 förlorade |
| Via poäng      | 14       | 15           |
| Via advantage  | 7        | 2            |
| Via submission | 45       | 8            |
| Via domslut    | 7        | 0            |
| Via penalty    | 2        | 0            |
| Oavgjorda      | 1        | 1            |